# Lipno (jezioro w województwie wielkopolskim)
Jezioro Lipno – jezioro w Polsce, położone w województwie wielkopolskim, w powiecie poznańskim, w gminie Stęszew, w granicach administracyjnych miasta Stęszew, na Wysoczyźnie Grodziskiej.

## Charakterystyka
Jezioro znajduje się na północny wschód od centrum miasta, przy linii kolejowej 357 (Poznań – Wolsztyn), która przechodzi wzdłuż północno-zachodniej linii brzegowej.
Akwen położony jest w otulinie Wielkopolskiego Parku Narodowego, tuż przy jego granicy. Podłużne jezioro jest stosunkowo głębokie, a jego otoczenie stanowią głównie pola. Jedynie na południowo-wschodnim skraju podchodzi bór sosnowy. Stoki misy jeziornej w znacznym stopniu strome. Południowa część misy jest piaszczysta, a północna - mulista.
Nad wschodnim skrajem jeziora zlokalizowana jest plaża i Camping nr 29 (według PFCC) – "Nad Lipnem" (dojazd ulicą Bolesława Chrobrego). W pobliżu znajduje się też stadion KS Lipno. W przeszłości do północno-zachodniej części zbiornika odprowadzano ścieki z terenu kolejowego o znaczącym zasoleniu.

## Dane morfometryczne
Powierzchnia jeziora wynosi 9 ha, a powierzchnia zlewni – 32 ha. Długość linii brzegowej to 1403 m.